# Цветково (Ленинградская область)
Цветково (до 1948 года Сухапаарина, фин. Suhapaarina) — посёлок в Плодовском сельском поселении Приозерского района Ленинградской области.

## Название
Происхождение топонима Сухапаарина неизвестно.
По постановлению общего собрания рабочих и служащих подсобного хозяйства воинской части № 53933 зимой 1948 года деревне Сухапаарина было присвоено наименование Цветково. Переименование было закреплено указом Президиума ВС РСФСР от 13 января 1949 года.

## История
- Деревня Сухапаарина на финской карте 1923 года

До 1940 года деревня Сухапаарина входила в состав волости Пюхяярви Выборгской губернии Финляндской республики. 
С 1 января 1940 года в составе Карело-Финской ССР.
С 1 августа 1941 года по 31 июля 1944 года финская оккупация.
С 1 ноября 1944 года в составе Пюхяярвского сельсовета Кексгольмского района
С 1 октября 1948 года в составе Отрадненского сельсовета Приозерского района. 
С 1 января 1949 года деревня учитывается как посёлок Цветково. В ходе укрупнения хозяйства к посёлку были присоединены соседние селения Кивипарина и Яама.
С 1 февраля 1963 года — в составе Выборгского района.
С 1 января 1965 года — вновь в составе Приозерского района. 
По данным 1966, 1973 и 1990 годов посёлок Цветково входил в состав Отрадненского сельсовета.
В 1997 году в посёлке Цветково Отрадненской волости проживал 1 человек, в 2002 году — 6 человек (русские — 83 %).
В 2007 году в посёлке Цветково Плодовского СП проживали 3 человека, в 2010 году — 32 человека.

## География
Посёлок расположен в центральной части района на автодороге 41К-156 (Мельничные Ручьи — Приладожское).
Расстояние до административного центра поселения — 7 км.
Расстояние до ближайшей железнодорожной станции Отрадное — 6 км. 
Посёлок находится на южном берегу озера Отрадное.

## Улицы
Береговая, Берёзовая, Краснопольская.

## Садоводства
Прибрежное, Приозерное, Цветочное-1.

## Демография
| 2007 | 2010 | 2017 |
| ---- | ---- | ---- |
| 3    | ↗32  | ↘15  |